# 1817
1817 (MDCCCXVII) byl rok, který dle gregoriánského kalendáře započal středou.

## Události

### Česko
- 1. června – Mechanik a konstruktér Josef Božek předvedl v pražské Stromovce parník vlastní konstrukce.
- 29. července – Dekretem císaře Františka I. bylo v Brně založeno Moravské zemské muzeum, druhé nejstarší muzeum v českém království.
- 16. září – Václav Hanka a Josef Linda údajně objevili Rukopis královédvorský.
- údajný objev Rukopisu zelenohorského

### Svět

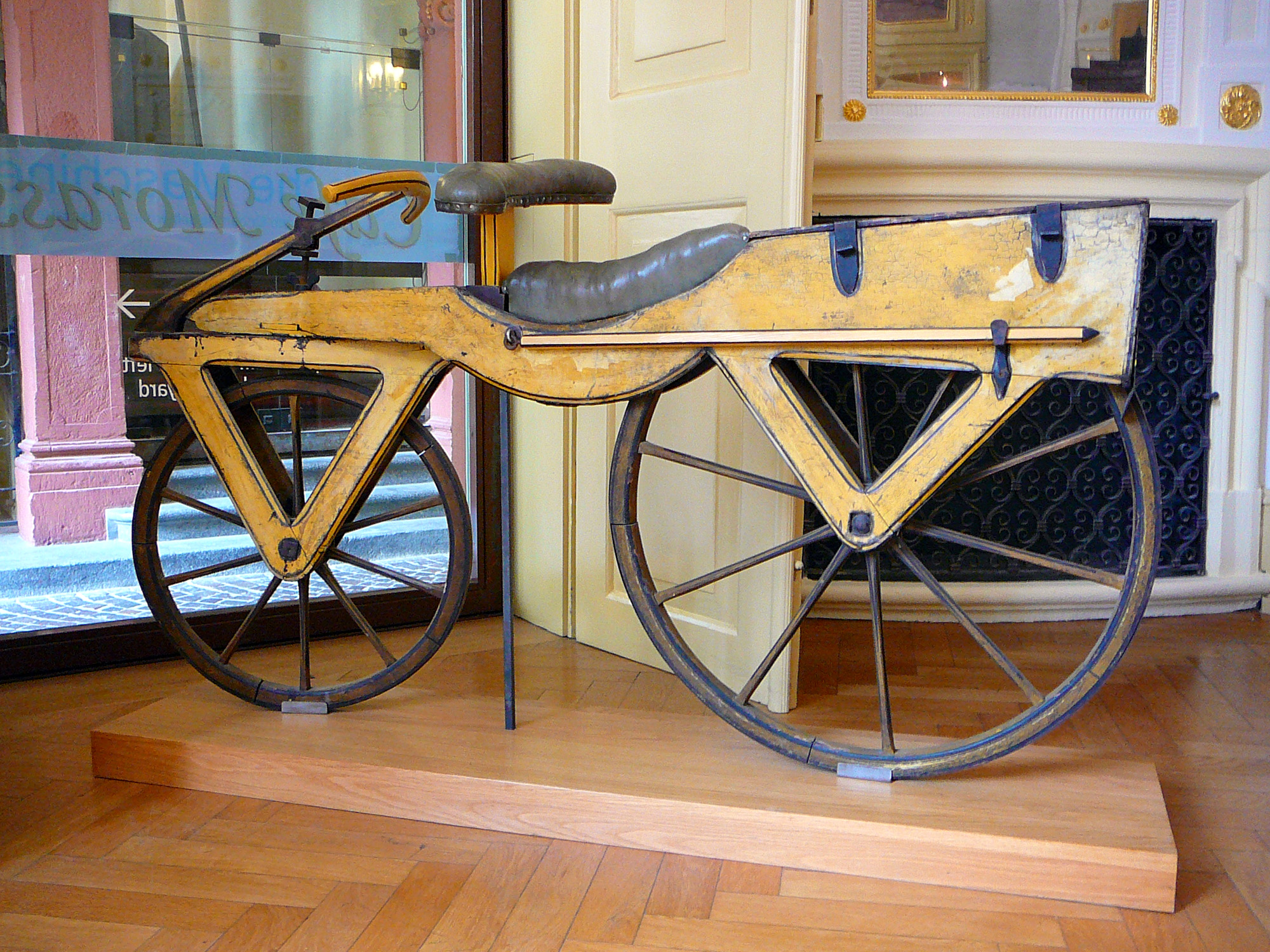
Drezína z roku 1820

- 25. ledna – V Edinburghu poprvé vyšel týdeník The Scotsman.
- 4. března – Do úřadu nastoupil pátý americký prezident, demokratický republikán James Monroe.
- 8. března – Byla založena Newyorská burza.
- 1. května – Po 27 letech vlády se japonský císař Kókaku vzdal trůnu ve prospěch syna Ninkó.
- 5. června – Na Velká jezera byl spuštěn první parník, Frontenac.
- 12. června – Německý vynálezce Karl Drais představil v Mannheimu dopravní prostředek Laufmaschine (běhací stroj), později nazvaný draisina (drezína), předchůdce jízdního kola.
- 18. června – V Londýně byl dán do provozu most Waterloo Bridge přes řeku Temži.
- 4. července – Byla zahájena stavba 584 km dlouhého Erijského kanálu, který v roce 1825 umožnil lodní dopravu mezi Atlantikem a Velkými jezery mezi USA a Kanadou.
- 22. srpna – Bylo založeno brazilské město Araraquara
- 10. prosince – Mississippi se stal 20. státem USA.
- Ruská armáda pod vedením generála Alexeje Petroviče Jermolova obsadila severní Čečensko a založila pevnost Grozný. Začala 47 let dlouhá Kavkazská válka.

### Probíhající události
- 1810–1821 – Mexická válka za nezávislost
- 1817–1864 – Kavkazská válka

## Vědy a umění
- 10. července – Skotský fyzik David Brewster si nechal patentovat kaleidoskop.
- Německý filozof Georg Wilhelm Friedrich Hegel vydal Encyklopedii filosofických věd.
- Německý chemik Friedrich Stromeyer objevil kadmium.
- Švédský chemik Johann Arfvedson objevil lithium.
- Švédský chemik Jöns Jacob Berzelius objevil selen.
- Dramatik Václav Kliment Klicpera napsal divadelní hry Divotvorný klobouk a Hadrián z Římsů.

## Narození

### Česko

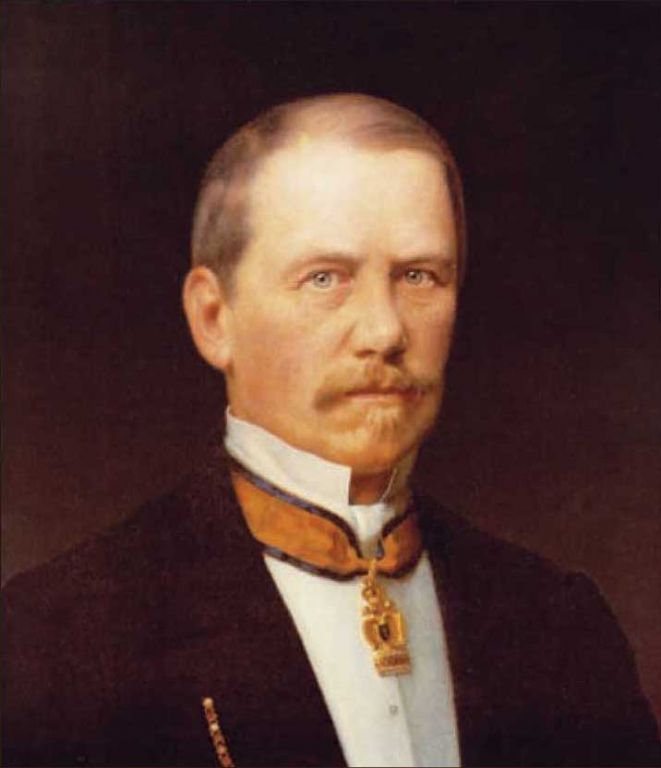
František Ringhoffer II. (* 28. dubna)

- 1. ledna – Salomon Reich, podnikatel ve sklářství, starosta Velkých Karlovic († 1. dubna 1900)
- 21. ledna – Amalie Mánesová, malířka († 4. července 1883)
- 25. ledna – Antonín Liehm, malíř a pedagog († 27. května 1860)
- 2. února – Eduard Veselý, sochař, řezbář, restaurátor a pedagog († 24. října 1892)
- 17. února – Josef Müller, varhaník a hudební skladatel († 16. dubna 1885)
- 25. února
  - Moric Schöne, poslanec Českého zemského sněmu, starosta Tábora († 14. listopadu 1883)
  - Eleonora Šomková, snoubenka Karla Hynka Máchy († 31. října 1891)
- 8. března – Jozef Božetech Klemens, malíř, sochař, fotograf a vynálezce († 17. ledna 1883)
- 11. března – Josef Niklas, architekt († 10. října 1877)
- 12. března – Josef Grond, politik německé národnosti, starosta města Králíky († 4. dubna 1904)
- 9. dubna – Kazimír Tomášek, kněz a národní buditel († 20. dubna 1876)
- 17. dubna – František Pravda, katolický kněz a spisovatel († 8. prosince 1904)
- 28. dubna – František Ringhoffer II., podnikatel a politik († 23. března 1873)
- 2. května – Zikmund Kolešovský, hudební skladatel a pedagog († 22. července 1868)
- 5. května – Karl van der Strass, brněnský starosta († 29. května 1880)
- 10. května – Jan Streng, profesor porodnictví a rektor Univerzity Karlovy († 31. března 1887)
- 18. května – Uffo Horn, básník, dramatik a revolucionář († 23. května 1860)
- 10. července – Václav Pour, politik († 20. října 1880)
- 11. července – Bohuslava Rajská, vlastenka, pedagožka, básnířka a spisovatelka († 2. května 1852)
- 8. srpna – Vincenc Furch, básník a dramatik († 5. ledna 1864)
- 15. listopadu – František Dedera, vysoký policejní úředník († 17. srpna 1878)
- 20. listopadu – Friedrich Wiener, právník a politik německé národnosti († 9. března 1887)
- 16. prosince – Antonín Dvořák, malíř a fotograf († 26. dubna 1881)
- ? – František Havlíček, politik († 31. července 1871)

### Svět

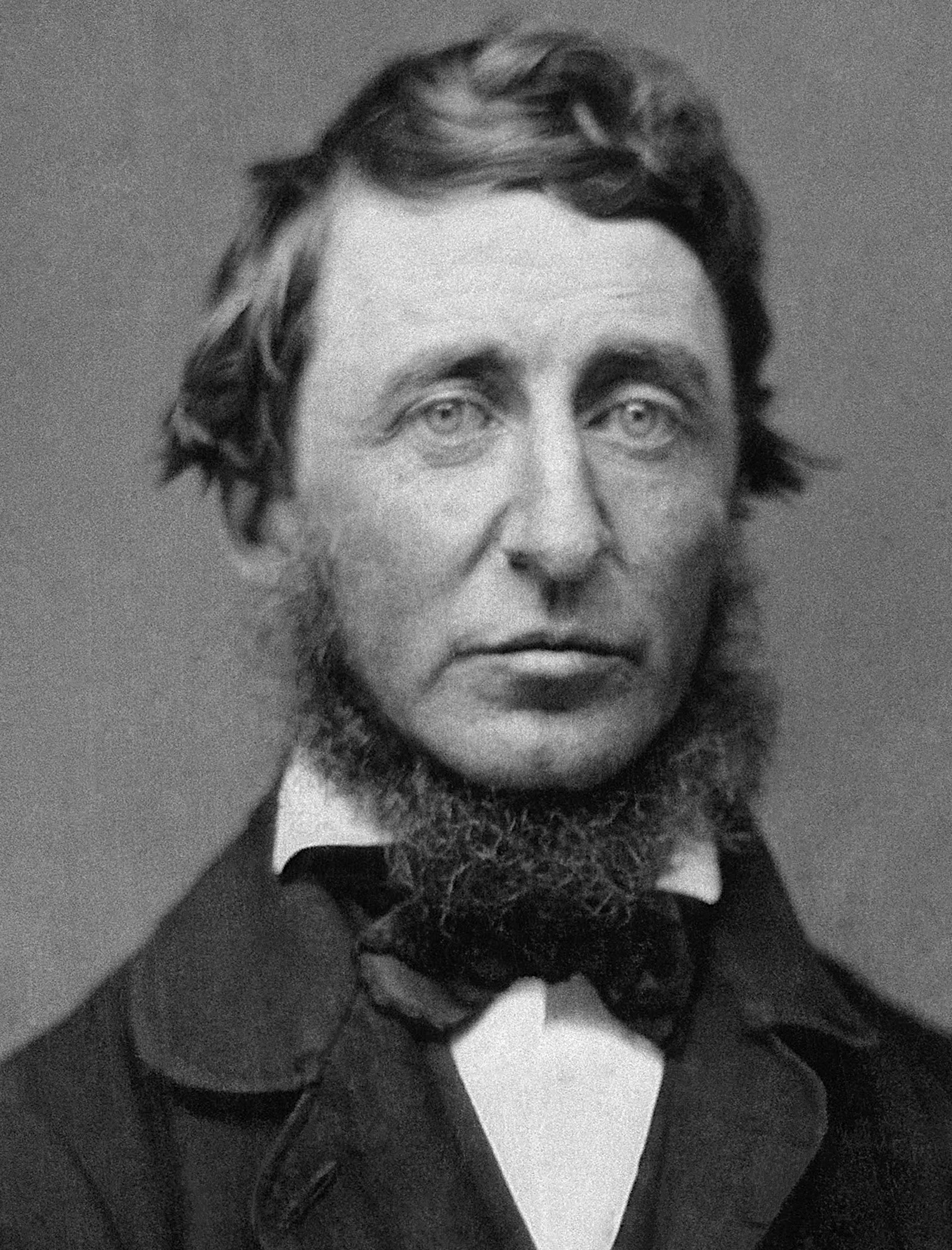
Henry David Thoreau (* 12. července)

- 26. ledna – Jean-Baptiste André Godin, francouzský spisovatel a sociální reformátor († 29. ledna 1888)
- 29. ledna – John Palliser, irský geograf a objevitel († 18. srpna 1887)
- 30. ledna – Adolphe Yvon, francouzský malíř († 11. září 1893)
- 19. února – Vilém III. Nizozemský, nizozemský král, lucemburský velkovévoda († 23. listopadu 1890)
- 21. února – José Zorrilla, španělský básník († 23. března 1893)
- 22. února – Niels Wilhelm Gade, dánský hudební skladatel a dirigent († 21. prosince 1890)
- 2. března – János Arany, maďarský básník, literární teoretik a překladatel († 22. října 1882)
- 5. března – Jules Duboscq, francouzský optik († 24. září 1886)
- 19. března – Jozef Miloslav Hurban, slovenský kněz spisovatel a politik († 21. února 1888)
- 24. března – Aimé Maillart, francouzský hudební skladatel († 26. května 1871)
- 27. března – Karl Wilhelm von Nägeli, švýcarský botanik († 1891)
- 28. března – Francesco de Sanctis, italský politik, literární historik a kritik († 29. prosince 1883)
- 2. dubna – Pierre Zaccone, francouzský spisovatel († 12. dubna 1895)
- 17. dubna – Rudolf Eitelberger, rakouský historik výtvarného umění († 18. dubna 1885)
- 24. dubna – Jean Charles Galissard de Marignac, švýcarský chemik († 15. dubna 1894)
- 4. května – Florian Ceynowa, kašubský jazykovědec a spisovatel († 26. března 1881)
- 24. května – Heinrich August Jäschke, misionář Jednoty bratrské a jazykovědec († 24. září 1883)
- 12. května – Edmund Heusinger, železniční konstruktér († 2. února 1886)
- 21. května
  - Niklaus Riggenbach, švýcarský vynálezce († 25. července 1899)
  - Rudolf Hermann Lotze, německý lékař, filosof a psycholog († 1. července 1881)
- 15. června – Johann Baptist Chiari, rakouský porodník a gynekolog († 11. prosince 1854)
- 25. června – Franz Kuhn von Kuhnenfeld, ministr války Rakouska-Uherska († 25. května 1896)
- 26. června – Branwell Brontë, anglický malíř a básník († 24. září 1848)
- 30. června – Joseph Dalton Hooker, anglický botanik († 10. prosince 1911)
- 5. července – Carl Vogt, německý přírodovědec, politik († 5. května 1895)
- 8. července – Andrej Ľudovít Radlinský, slovenský kněz, fyzik, jazykovědec, pedagog († 26. dubna 1879)
- 12. července – Henry David Thoreau, americký filosof, esejista, moralista a básník († 6. května 1862)
- 24. července – Adolf Lucemburský, lucemburský velkovévoda († 17. listopadu 1905)
- 29. července
  - Ivan Ajvazovskij, ruský malíř arménského původu († 5. května 1900)
  - Wilhelm Griesinger, německý psychiatr a internista († 26. října 1868)
- 1. srpna – Adolf I. ze Schaumburg-Lippe, kníže německého knížectví Schaumburg-Lippe († 8. května 1893)
- 3. srpna – Albrecht Fridrich Rakousko-Těšínský, těšínský kníže, rakouský arcivévoda († 18. února 1895)
- 5. září – Alexej Konstantinovič Tolstoj, ruský spisovatel. básník dramatik († 10. října 1875)
- 7. září – Luisa Hesensko-Kasselská, dánská královna († 29. září 1898)
- 14. září
  - Theodor Storm, německý spisovatel a básník († 4. července 1888)
  - Štěpán Habsbursko-Lotrinský, rakouský arcivévoda a uherský palatin († 19. února 1867)
- 16. září – Eduard Friedrich Schwab, slezský profesor práva († ?)
- 21. září – Alfred-Auguste Ernouf, francouzský historik a spisovatel († 11. února 1889)
- 24. září – Ramón de Campoamor y Campoosorio, španělský básník a politik († 11. února 1901)
- 10. října – Serafino Dubois, italský šachový mistr († 15. ledna 1899)
- 11. října – Marie Amélie Bádenská, vévodkyně z Hamiltonu a Brandonu († 17. října 1888)
- 21. října – Wilhelm Roscher, německý ekonom († 4. června 1894)
- 23. října – Pierre Larousse, francouzský encyklopedista († 3. ledna 1875)
- 26. října – Jean-Charles Alphand, pařížský architekt († 6. prosince 1891)
- 12. listopadu – Bahá'u'lláh, íránský zakladatel víry Bahá’í († 29. května 1892)
- 26. listopadu – Charles Adolphe Wurtz, francouzský chemik († 12. května 1884)
- 7. prosince – Edward Tuckerman, americký botanik († 15. března 1886)
- 11. prosince – Alexander Hamilton-Gordon, skotský generál a politik († 18. května 1890)
- 30. listopadu – Theodor Mommsen, německý historik, právník a politik († 1. listopadu 1903)
- 28. prosince – Florian Ziemiałkowski, předlitavský politik polského původu († 27. března 1900)
- ? – Antoni Józef Gliński, polský spisovatel († 30. června 1866)
- ? – Geneviève Élisabeth Disdéri, francouzská fotografka († 1878)

## Úmrtí

### Česko
- 16. ledna – Antonín Volánek, varhaník, houslista, dirigent a hudební skladatel (1. listopadu 1761)
- 22. února – Jan Alois Ulrich, vrchní velkostatku Žďár, prováděl parcelaci dvorů, za jeho úřadování došlo na Vysočině k „helvétsko-frajmauerské rebelii“, po smrti vstoupil do místních pověstí jako nemrtvý – jediná vampiristická pověst na Moravě (* kolem 1757)
- 13. března – Matěj Sojka, varhaník a hudební skladatel (* 12. února 1740)
- 2. května – Václav Krumpholtz, houslista a hudební skladatel (* 1750)
- 4. června – Martin Broulík, kantor a hudební skladatel (* 9. listopadu 1751)

### Svět

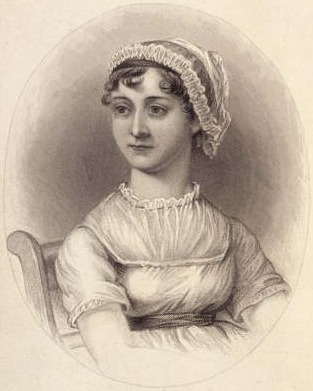
Jane Austenová († 18. července)

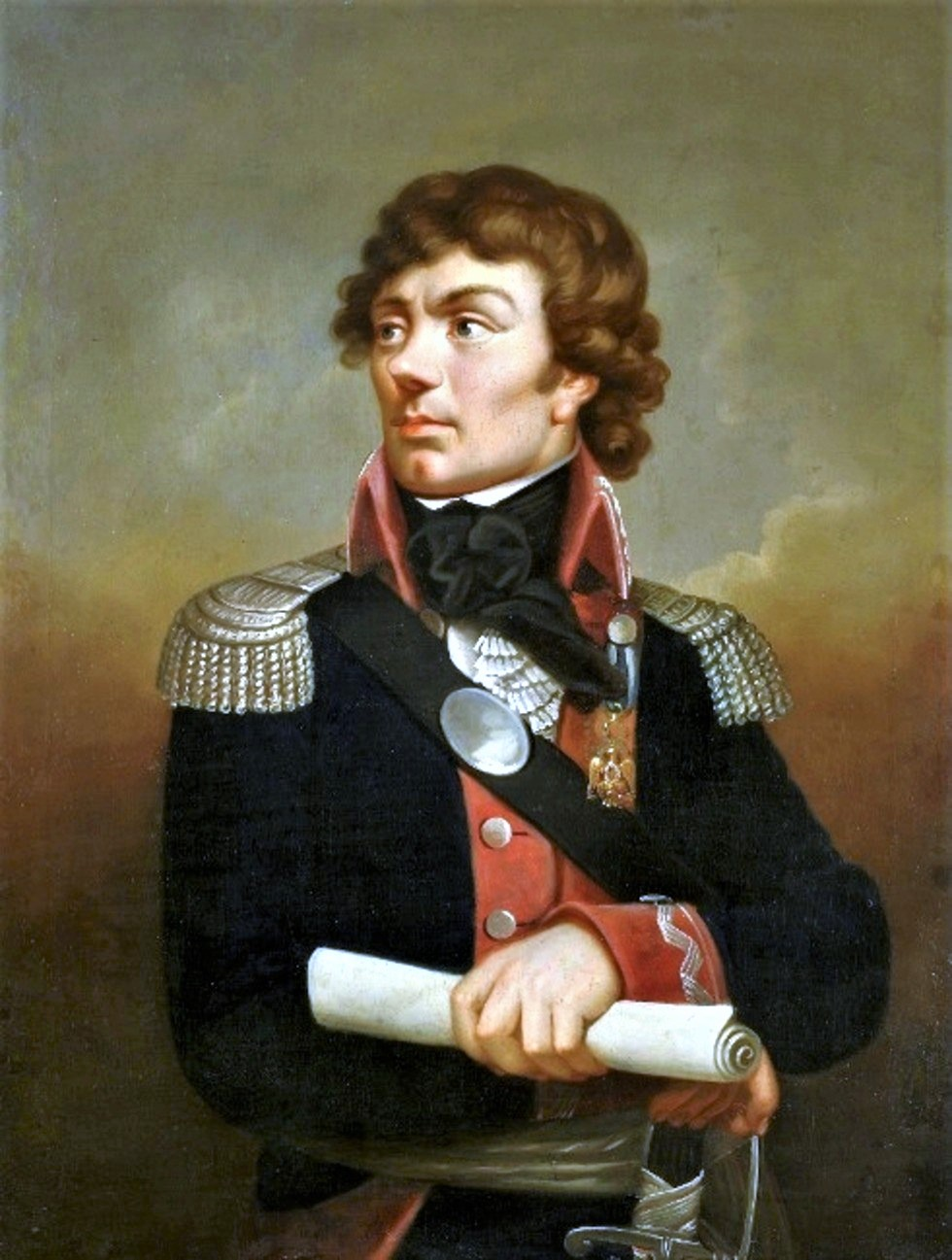
Tadeusz Kościuszko († 15. října)

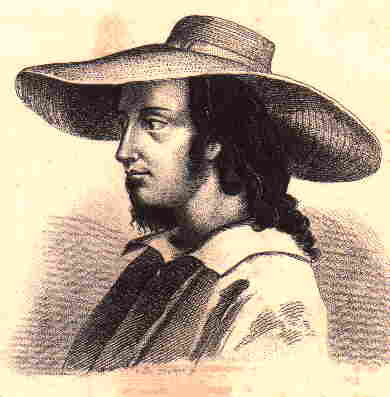
Tadeáš Haenke († 31. října)

- 1. ledna – Martin Heinrich Klaproth, německý chemik (* 1. prosince 1743)
- 10. ledna
  - Karl Theodor von Dalberg, mohučský arcibiskup a kurfiřt (* 8. ledna 1744)
  - Lorenzo Caleppi, italský kardinál (* 29. dubna 1741)
- 13. února – Alexej Ivanovič Musin-Puškin, ruský šlechtic, historik a sběratel umění (* 27. března 1744)
- 15. března – František Abaffy, slovenský jakobín, župan oravské stolice (* ? 1730)
- 4. dubna – André Masséna, francouzský napoleonský maršál (* 6. května 1756)
- 12. dubna – Charles Messier, francouzský astronom (* 26. června 1730)
- 20. dubna – Usman dan Fodio, fulbský mystik a filosof (* 15. prosince 1754)
- 10. května – Jean-Sifrein Maury, francouzský kněz a spisovatel (* 28. června 1746)
- 24. května – Juan Meléndez Valdés, španělský básník (* 11. března 1754)
- 30. června – Abraham Gottlob Werner, německý geolog a mineralog (* 25. září 1749)
- 18. července – Jane Austenová, anglická spisovatelka (* 16. prosince 1775)
- 24. července – Karađorđe Petrović, vůdce srbského povstání proti Turecku a první novodobý srbský kníže (1804–1813) (* 1762)
- 22. srpna – Nakşidil Sultan, manželka osmanského sultána Abdulhamida I. a matka sultána Mahmuda II. (* asi 1767)
- 24. srpna – Nancy Storaceová, anglická operní zpěvačka (* 27. října 1765)
- 14. září – Hermína z Anhalt-Bernburg-Schaumburg-Hoymu, rakouská arcivévodkyně (* 2. prosince 1797)
- 20. září – Ludvík Württemberský, vévoda württemberský (* 30. srpna 1756)
- 14. října – Fjodor Fjodorovič Ušakov, ruský admirál (* 24. února 1744)
- 15. října
  - Johann Ludwig Burckhardt, švýcarský cestovatel, geograf a orientalista (* 24. listopadu 1784)
  - Tadeusz Kościuszko, polský generál a organizátor povstání za samostatnost Polska (* 1746)
- 18. října – Étienne-Nicolas Méhul, francouzský skladatel (* 22. června 1763)
- 26. října – Nikolaus Joseph von Jacquin, nizozemsko-francouzsko-rakouský botanik (* 16. února 1727)
- 31. října – Tadeáš Haenke, český botanik, kartograf a cestovatel (* 5. prosince 1761)
- 1. listopadu – Giovanni Zanotti, italský skladatel (* 14. října 1738)
- 6. listopadu – Šarlota Augusta Hannoverská, britská princezna (* 7. ledna 1796)
- 7. listopadu – Jean-André Deluc, švýcarský geolog a meteorolog (* 8. února 1727)
- 8. listopadu – Andrea Appiani, italský malíř (* 23. května 1754)
- 18. listopadu – Alois Ugarte, rakouský úředník a státník (* 15. prosince 1749)
- 7. prosince – William Bligh, anglický viceadmirál a mořeplavec (* 9. září 1754)
- 11. prosince – Maria Walewská, milenka Napoleona Bonaparte a matka jeho syna Alexandra (* 7. prosince 1786)
- 13. prosince – Pál Kitaibel, maďarský botanik a chemik (* 3. února 1757)

## Hlavy států

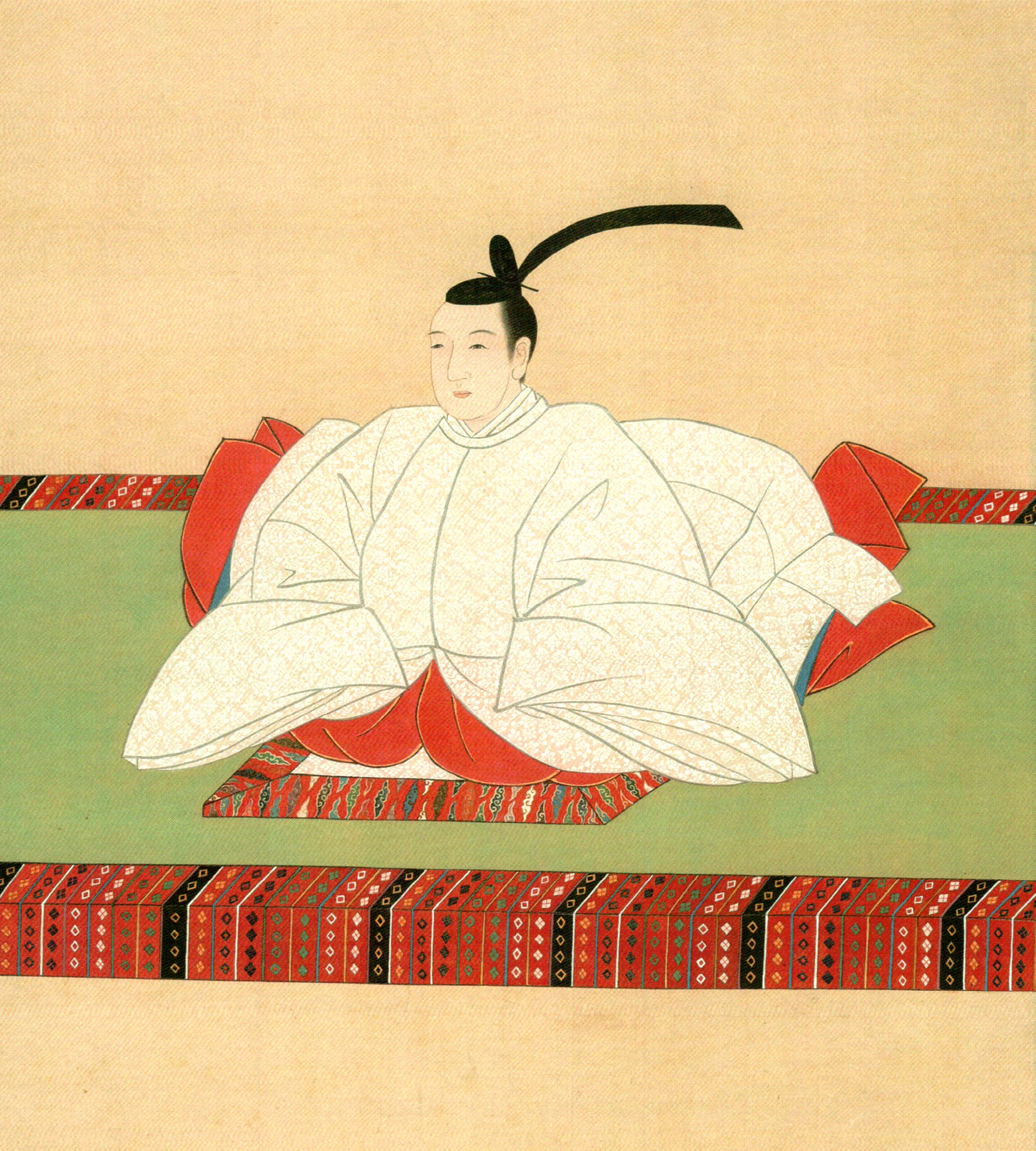
Japonským císařem se stal Ninkó

- Francie – Ludvík XVIII. (1815–1824)
- Království obojí Sicílie – Ferdinand I. (1816–1825)
- Osmanská říše – Mahmut II. (1808–1839)
- Prusko – Fridrich Vilém III. (1797–1840)
- Rakouské císařství – František I. (1792–1835)
- Rusko – Alexandr I. (1801–1825)
- Spojené království – Jiří III. (1760–1820)
- Španělsko – Ferdinand VII. (1813–1833)
- Švédsko – Karel XIII. (1809–1818)
- USA – James Madison (1809–1817) do 4. března / James Monroe (1817–1825) od 4. března
- Papež – Pius VII. (1800–1823)
- Japonsko – Kókaku (1780–1817) do 7. května / Ninkó (1817–1846) od 31. října
- Lombardsko-benátské království – Antonín Viktor Habsbursko-Lotrinský